# Horst Köhler (Reiter)
Horst Köhler (* 14. November 1938 in Röbel, Deutsches Reich) ist ein ehemaliger deutscher Dressurreiter.

## Leben
Köhler war zwölfmal DDR-Meister in der Dressur, vor allem dank seines Schimmels „Neuschnee“, der das hohe Alter von 32 Jahren erreichte.
Köhler nahm gemeinsam mit Wolfgang Müller und Gerhard Brockmüller an den Olympischen Spielen 1968 und 1972 teil. Nach Einstellung der Förderung des Pferdesports Mitte der 1970er Jahre durch den DTSB wechselte er zum Landgestüt Neustadt (Dosse). Hier leitete er bis Mitte der 1990er Jahre die Außenstelle in Potsdam/Bergholz-Rehbrücke für Dressurpferde. Nach der Wende gelang es ihm mit dem Hengst „Abendwind“, im gehobenen nationalen Sport Fuß zu fassen. So gewann das Paar unter anderem die Meisterschaft des Landesverbandes Berlin-Brandenburg. Köhler lebt in Potsdam und ist verheiratet.

## Erfolge
- Olympische Sommerspiele:
  - 1968 in Mexiko-Stadt: mit „Neuschnee“ 4. Platz (Mannschaft), 5. Platz (Einzel)
  - 1972 in München: mit „Imanuel“ 5. Platz (Mannschaft), 17. Platz (Einzel)
- Weltmeisterschaften:
  - 1970 in Aachen: mit „Neuschnee“ Bronze (Mannschaft)
- Europameisterschaften:
  - 1969 in Wolfsburg: mit „Neuschnee“ Silber (Mannschaft)
- DDR-Meisterschaften Herren:
  - Gold: 1966 bis 1968, 1977 bis 1981, 1983, 1986 bis 1988
  - Silber: 1969, 1970, 1974 bis 1976, 1985